# Płyta indyjska

Płyta indyjska zaznaczona na czerwono

Płyta indyjska (ang. Indian Plate) – płyta tektoniczna, obejmująca swoim zasięgiem Półwysep Indyjski, Morze Arabskie i Zatokę Bengalską oraz niewielki fragment Oceanu Indyjskiego. Razem z płytą australijską tworzą płytę indoaustralijską. 
Od północy płyta indyjska graniczy z płytą euroazjatycką. Płyta arabska i płyta afrykańska tworzą jej zachodnią i południowo-zachodnią granicę. Wschodnią i południowo-wschodnią granicę stanowi płyta australijska.
Rezultatem napierania na siebie płyt indyjskiej i azjatyckiej są najwyższe góry świata Himalaje.